# Draft 1999 de la NBA
1998 2000
La draft 1999 de la NBA est la 53e draft annuelle de la National Basketball Association (NBA), se déroulant en amont de la saison 1999-2000. Elle s'est tenue le 30 juin 1999 au MCI Center de Washington, D.C.. Un total de 58 joueurs ont été sélectionnés en 2 tours.
Lors de cette draft, 29 équipes de la NBA choisissent à tour de rôle des joueurs évoluant au basket-ball universitaire américain, ainsi que des joueurs internationaux. Si un joueur quittait l’université plus tôt, il devenait éligible à la sélection.
La loterie pour désigner la franchise qui choisit en première un joueur, consiste en une loterie pondérée : parmi les équipes non qualifiées en playoffs, les chances de remporter le premier choix sont de 25% pour la plus mauvaise équipe, et de 0,5% pour la « moins mauvaise », où chaque équipe se voit confier aléatoirement 250 à 5 combinaisons différentes.
Le premier choix Elton Brand, des Bulls de Chicago, ainsi que le second choix Steve Francis, des Grizzlies de Vancouver, remportent ensemble le titre de NBA Rookie of the Year, pour la troisième fois dans l'histoire de la ligue,.
C'est la première draft dans laquelle quatre joueurs de la même université furent sélectionnés au premier tour, avec Brand (1er), Trajan Langdon (11e), Corey Maggette (13e) et William Avery (14e) choisis à leur sortie de l'Université Duke.
Seul Manu Ginóbili, choisi en 57e position par les Spurs de San Antonio, qui remportera le titre de NBA Sixth Man of the Year au cours de sa carrière. figure dans le Basketball Hall of Fame, mais elle a vu l'éclosion de neuf joueurs All-Stars.

## Draft
| ^ | Signale un joueur qui a été intronisé au Basketball Hall of Fame                                                                |
| * | Signale un joueur qui a été sélectionné pour au moins un match annuel NBA All-Star Game et une récompense annuelle All-NBA Team |
| + | Signale un joueur qui a été sélectionné pour au moins un match annuel NBA All-Star Game                                         |
| R | Signale le joueur qui a remporté le titre de NBA Rookie of the Year                                                             |

### Premier tour
| Choix | Nom                  | Position           | Nationalité | Équipe                                                                        | Provenance                |
| ----- | -------------------- | ------------------ | ----------- | ----------------------------------------------------------------------------- | ------------------------- |
| 1     | Elton Brand* R       | Ailier fort        | États-Unis  | Bulls de Chicago                                                              | Duke                      |
| 2     | Steve Francis+ R     | Meneur             | États-Unis  | Grizzlies de Vancouver                                                        | Maryland                  |
| 3     | Baron Davis*         | Meneur             | États-Unis  | Hornets de Charlotte                                                          | UCLA                      |
| 4     | Lamar Odom           | Ailier fort        | États-Unis  | Clippers de Los Angeles                                                       | Rhode Island              |
| 5     | Jonathan Bender      | Ailier             | États-Unis  | Raptors de Toronto (des Nuggets de Denver, transféré aux Pacers de l'Indiana) | Picayune HS (Picayune)    |
| 6     | Wally Szczerbiak+    | Ailier Ailier fort | États-Unis  | Timberwolves du Minnesota (des Nets du New Jersey)                            | Miami                     |
| 7     | Richard Hamilton+    | Arrière            | États-Unis  | Wizards de Washington                                                         | Connecticut               |
| 8     | Andre Miller         | Meneur             | États-Unis  | Cavaliers de Cleveland (des Celtics de Boston)                                | Utah                      |
| 9     | Shawn Marion*        | Ailier             | États-Unis  | Suns de Phoenix (des Mavericks de Dallas)                                     | UNLV                      |
| 10    | Jason Terry          | Arrière            | États-Unis  | Warriors de Golden State (transféré aux Hawks d'Atlanta)                      | Arizona                   |
| 11    | Trajan Langdon       | Arrière            | États-Unis  | Cavaliers de Cleveland                                                        | Duke                      |
| 12    | Aleksandar Radojević | Pivot              | Yougoslavie | Raptors de Toronto                                                            | Barton County JC (Kansas) |
| 13    | Corey Maggette       | Arrière Ailier     | États-Unis  | SuperSonics de Seattle                                                        | Duke                      |
| 14    | William Avery        | Meneur             | États-Unis  | Timberwolves du Minnesota                                                     | Duke                      |
| 15    | Frédéric Weis        | Pivot              | France      | Knicks de New York                                                            | Limoges                   |
| 16    | Ron Artest*          | Ailier             | États-Unis  | Bulls de Chicago (des Suns de Phoenix)                                        | Saint John's              |
| 17    | Cal Bowdler          | Ailier fort        | États-Unis  | Hawks d'Atlanta (des Kings de Sacramento)                                     | Old Dominion              |
| 18    | James Posey          | Arrière Ailier     | États-Unis  | Nuggets de Denver (des Bucks de Milwaukee via les Suns de Phoenix)            | Xavier                    |
| 19    | Quincy Lewis         | Ailier             | États-Unis  | Jazz de l'Utah (des 76ers de Philadelphie)                                    | Minnesota                 |
| 20    | Dion Glover          | Arrière            | États-Unis  | Hawks d'Atlanta (de Pistons de Détroit)                                       | Georgia Tech              |
| 21    | Jeff Foster          | Ailier fort Pivot  | États-Unis  | Hawks d'Atlanta (transféré aux Warriors de Golden State)                      | Southwest Texas State     |
| 22    | Kenny Thomas         | Ailier fort        | États-Unis  | Rockets de Houston                                                            | New Mexico                |
| 23    | Devean George        | Ailier             | États-Unis  | Lakers de Los Angeles                                                         | Augsburg                  |
| 24    | Andreï Kirilenko+    | Ailier             | Russie      | Jazz de l'Utah (du Magic d'Orlando)                                           | CSKA Moscou (Russie)      |
| 25    | Tim James            | Ailier             | États-Unis  | Heat de Miami                                                                 | Miami                     |
| 26    | Vonteego Cummings    | Meneur             | États-Unis  | Pacers de l'Indiana                                                           | Pittsburgh                |
| 27    | Jumaine Jones        | Ailier             | États-Unis  | Hawks d'Atlanta (des Trail Blazers de Portland via les Pistons de Détroit)    | Georgia                   |
| 28    | Scott Padgett        | Ailier fort        | États-Unis  | Jazz de l'Utah                                                                | Kentucky                  |
| 29    | Leon Smith           | Ailier fort        | États-Unis  | Spurs de San Antonio                                                          | Martin Luther King HS     |

## Deuxième tour
| Choix | Nom               | Position       | Nationalité | Équipe                                                            | Provenance                       |
| ----- | ----------------- | -------------- | ----------- | ----------------------------------------------------------------- | -------------------------------- |
| 30    | John Celestand    | Meneur         | États-Unis  | Lakers de Los Angeles (des Grizzlies de Vancouver)                | Villanova                        |
| 31    | Rico Hill         | Ailier         | États-Unis  | Clippers de Los Angeles                                           | Illinois State                   |
| 32    | Michael Ruffin    | Ailier fort    | États-Unis  | Bulls de Chicago                                                  | Tulsa                            |
| 33    | Chris Herren      | Meneur         | États-Unis  | Nuggets de Denver                                                 | Fresno State                     |
| 34    | Evan Eschmeyer    | Pivot          | États-Unis  | Nets du New Jersey                                                | Northwestern                     |
| 35    | Calvin Booth      | Pivot          | États-Unis  | Wizards de Washington                                             | Penn State                       |
| 36    | Wang Zhizhi       | Pivot          | Chine       | Mavericks de Dallas                                               | Bayi Rockets                     |
| 37    | Obinna Ekezie     | Pivot          | Nigeria     | Grizzlies de Vancouver (des Celtics de Boston)                    | Maryland                         |
| 38    | Laron Profit      | Arrière Ailier | États-Unis  | Magic d'Orlando (des Warriors de Golden State)                    | Maryland                         |
| 39    | A.J. Bramlett     | Pivot          | États-Unis  | Cavaliers de Cleveland                                            | Arizona                          |
| 40    | Gordan Giriček    | Arrière        | Croatie     | Mavericks de Dallas (des Raptors de Toronto)                      | Cibona Zagreb (Croatie)          |
| 41    | Francisco Elson   | Ailier fort    | Pays-Bas    | Nuggets de Denver (des Supersonics de Seattle)                    | California                       |
| 42    | Louis Bullock     | Meneur         | États-Unis  | Timberwolves du Minnesota                                         | Michigan                         |
| 43    | Lee Nailon        | Ailier         | États-Unis  | Hornets de Charlotte                                              | TCU                              |
| 44    | Tyrone Washington | Pivot          | États-Unis  | Rockets de Houston (des Suns de Phoenix)                          | Mississippi State                |
| 45    | Ryan Robertson    | Meneur         | États-Unis  | Kings de Sacramento                                               | Kansas                           |
| 46    | J. R. Koch        | Ailier         | États-Unis  | Knicks de New York                                                | Iowa                             |
| 47    | Todd MacCulloch   | Pivot          | Canada      | 76ers de Philadelphie                                             | Washington                       |
| 48    | Galen Young       | Meneur         | États-Unis  | Bucks de Milwaukee                                                | Charlotte                        |
| 49    | Lari Ketner       | Pivot          | États-Unis  | Bulls de Chicago (des Pistons de Détroit via les Hawks d'Atlanta) | UMass                            |
| 50    | Venson Hamilton   | Pivot          | États-Unis  | Rockets de Houston                                                | Nebraska                         |
| 51    | Antwain Smith     | Ailier         | États-Unis  | Grizzlies de Vancouver (des Lakers de Los Angeles)                | St. Paul's (VA)                  |
| 52    | Roberto Bergersen | Meneur         | États-Unis  | Hawks d'Atlanta                                                   | Boise State                      |
| 53    | Rodney Buford     | Arrière        | États-Unis  | Heat de Miami                                                     | Creighton                        |
| 54    | Melvin Levett     | Meneur         | États-Unis  | Pistons de Détroit (des Pacers de l'Indiana)                      | Cincinnati                       |
| 55    | Kris Clack        | Meneur         | États-Unis  | Celtics de Boston (du Magic d'Orlando via les Nuggets de Denver)  | Texas                            |
| 56    | Tim Young         | Pivot          | États-Unis  | Warriors de Golden State (des Trail Blazers de Portland)          | Stanford                         |
| 57    | Emanuel Ginóbili^ | Arrière        | Argentine   | Spurs de San Antonio                                              | Viola Reggio de Calabre (Italie) |
| 58    | Eddie Lucas       | Meneur         | États-Unis  | Jazz de l'Utah                                                    | Virginia Tech                    |

## Joueurs notables non draftés
Pablo Prigioni a fait ses débuts au sein de la ligue au cours de la saison 2012-2013, à l'âge de 35 ans, ce qui fait de lui le plus vieux rookie de l'histoire de la NBA.
| Nom              | Position    | Nationalité                 | Provenance                   |
| ---------------- | ----------- | --------------------------- | ---------------------------- |
| Chris Andersen   | Ailier fort | États-Unis                  | Blinn College                |
| Raja Bell        | Arrière     | Îles Vierges des États-Unis | Florida International        |
| Jermaine Jackson | Arrière     | États-Unis                  | Detroit                      |
| Milt Palacio     | Arrière     | États-Unis                  | Colorado State               |
| Pablo Prigioni   | Meneur      | Argentine                   | Obras Sanitarias (Argentine) |